# صدرالدین عینی

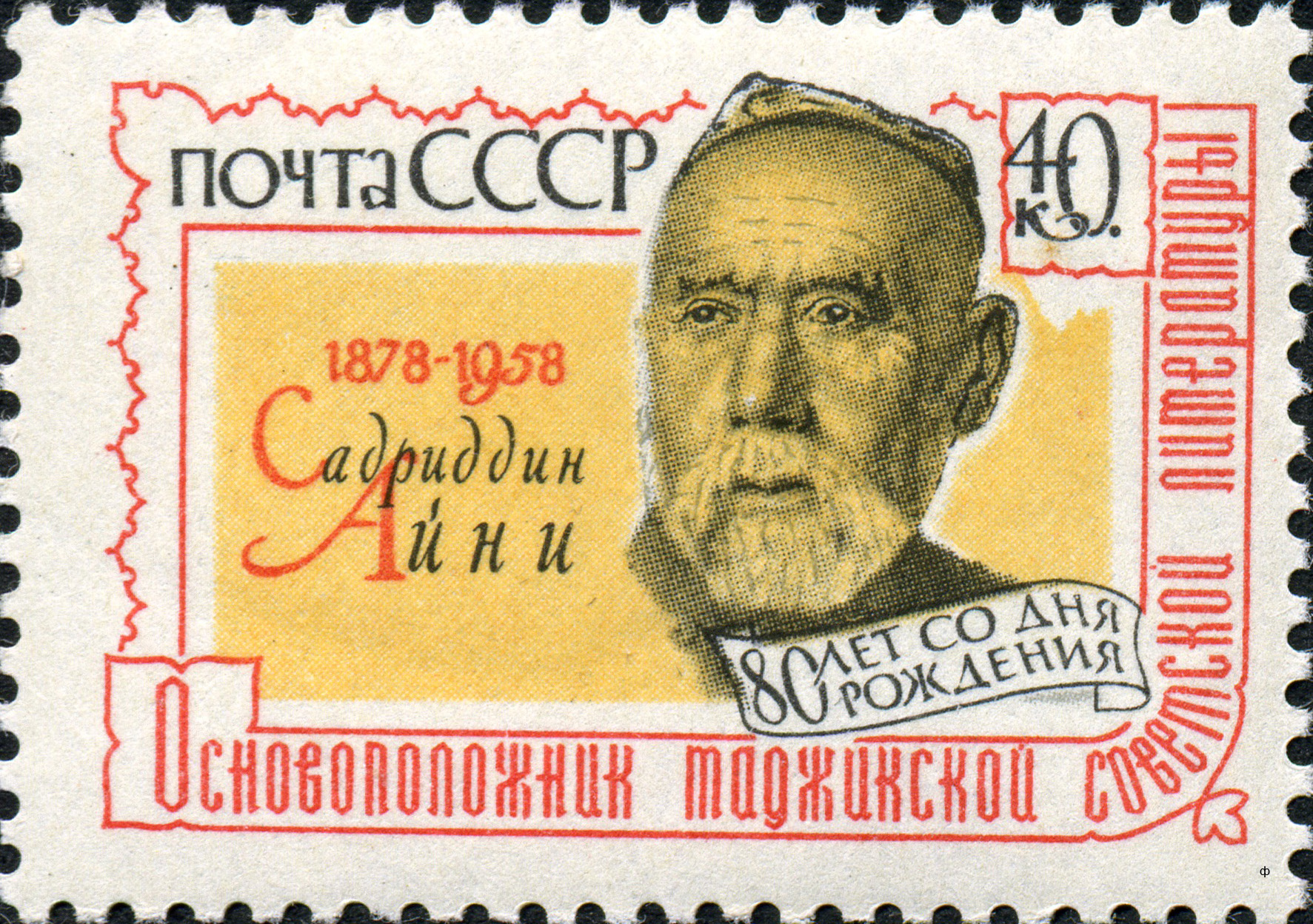

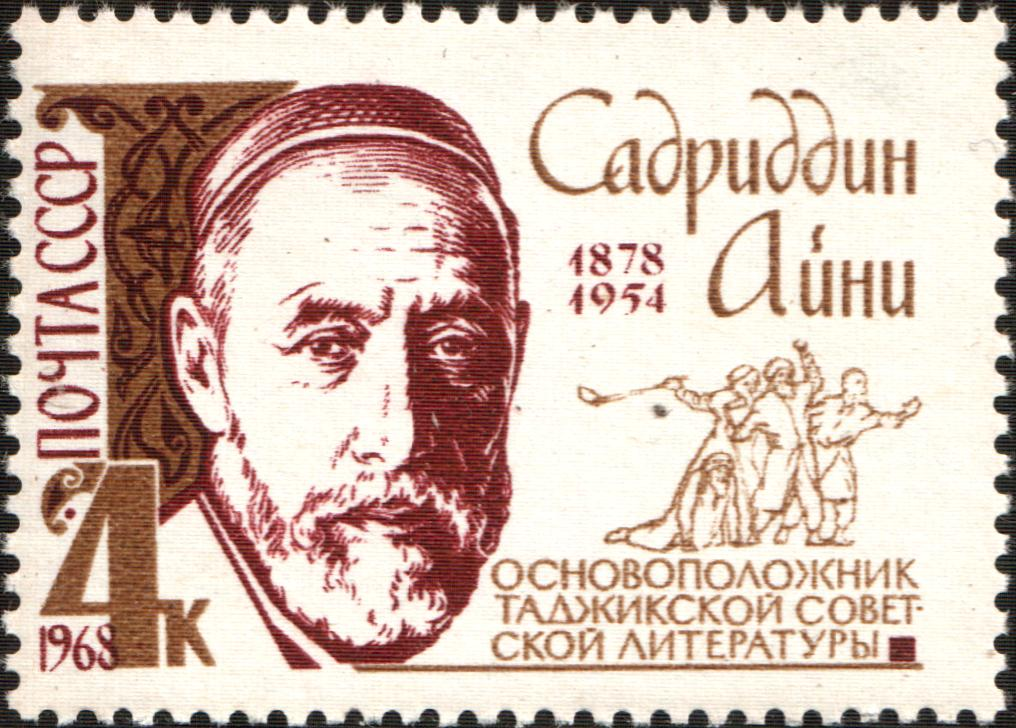
تصویر صدر الدین عینی بر روی تمبر پستی

صَدرالدین عَینی ‎(به فارسی تاجیکی: Садриддин Айнӣ)‏ (۲۶ فروردین ۱۲۵۷ بخارای ازبکستان - ۲۴ تیر ۱۳۳۳ دوشنبهٔ تاجیکستان) از بزرگ‌ترین نویسندگان و ادیبان زبان فارسی تاجیکی در آغاز سدهٔ بیستم میلادی و نخستین رئیس آکادمی علوم تاجیکستان (۱۹۵۱ تا ۱۹۵۴ میلادی) بوده‌است.

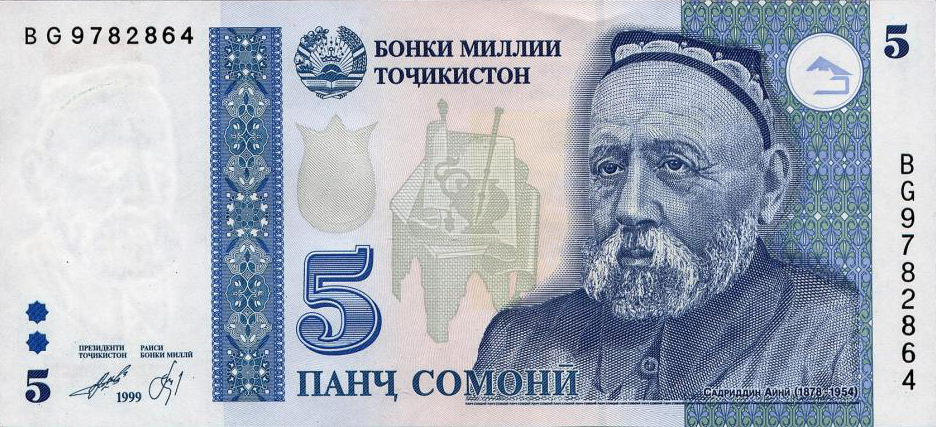
اسکناس سامانی تاجیکستان منقش به تصویر صدر الدین عینی

صدرالدین عینی در روستای ساکتری در امارت بخارا که در آن زمان تحت‌الحمایهٔ روسیه بود به دنیا آمد. پدر و مادر صدرالدین در ۱۸۸۹ درگذشتند و او در ۱۸۹۰ به بخارا آمد. فرزندش عینی کمال خاورشناس برجستهٔ تاجیک‌تبار ازبکستانی است. پدرش سید مراد خواجه، از پیشه‌وران روستا، تأثیر زیادی در رشد فرهنگی صدرالدین داشت. به پاس خدمت‌های بزرگی که صدرالدین عینی به ویژه در ده ساله اول، برای برقراری حقوق ملت تاجیک انجام داد، پس از استقلال، تاجیکان او را به عنوان شایسته «اولین قهرمان ملی» مشرف کردند.

## شعر نو
عینی یکی از نخستین سرایندگان شعر نو فارسی است. پنج سال پیش از آن که نیما افسانه را بسراید عینی در همان وزن شعری سروده به نام مارش حریت.
مارش حریت
ای ستمدیدگان، ای اسیران!
وقت آزادی ما رسید
مژدگانی دهید، ای فقیران!
در جهان صبح شادی دمید…
هر ستمگار دون خرم و شاد
سالها جام عشرت چشید
در شب تیره جور و بیداد
هر ستمدیده محنت کشید…

## زندگی
پدرش، سید مراد خواجه، کشاورز بود؛ اما چون خود صاحب خط و سواد بود کوشش می‌کرد که فرزندانش نیز دانش‌آموخته و دانشمند باشند از این رو پسرش صدرالدین را در شش سالگی به مدرسه روستایشان داد. عینی دانش‌آموزی‌اش را در آن مدرسه، در داستان «مکتب کهنه» تصویر کرده و در «یادداشت‍ها» می‌گوید: «چنان‌که پدرم دید، در آن مکتب من سواد عمیق گرفته نتوانستم و مرا به مکتب دخترانه داد.» در مکتب دخترانه صدرالدین چند جزء از بیدل و چند جزء از غزلیات صائب را خوانده و در ده سالگی مکتب را ختم می‌کند. اما بچگی صدرالدین در آغوش پدر و مادر دیر دوام نکرد. وبائی که سال ۱۸۸۹ بخارا و اطراف آن را فرا گرفت در چهل روز او را از پدر و هم از مادر جدا کرد.
آرزو و هوس علم و شعر عینی را در ۱۲ سالگی به بخارا آورد. به مدرسه‌های بخارا داخل شدن و دانش گرفتن برای عینی بر این فقیرزادهٔ علم‌جو خیلی مشکل بود ولی او به شرافتِ هوس‌مندی و طالبِ علم بودنش، تمام دشورای‌های روزگار و آموزش را پس سر کرده، ۱۶ سال در مدرسه‌های بخارا تحصیل نموده‌است. عینی در مدرسه‌های «میر عرب»، «عالم خان»، «بدل بیک»، «حاجی زاهد» و «کوکل‌تاش» تحصیل کرده در سال ۱۹۰۸ آن را ختم می‌کند.
مدت ۲۷ سال زندگی در بخارا، عینی باز از ۲ مکتب دیگر گذشته‌است: یکی مکتب محنت و دیگری مکتب حیات. برای یافتن قوت لایموتش او از هیچ کار و زحمت دست نکشیده‌است. گاه فرّاش مدرسه، گاه آشپز، گاه جامه‌شوی و گاه مردی‌کار (کارگر کارهای مردانه و سخت) بود. در مکتب حیات، صدرالدین حیات جمعیت را آموخت. از طبقه و طایفهٔ گوناگون آدمان، مناسبت‌های صنفی مردم، جلادان امیر، زد و خوردهای دارا و ندار دانش زندگی می‌آموخت. از سال ۱۸۹۶ صدرالدین با تخلص ادبی «عینی» به نوشتن شعرهای مستقلانه سر کرده‌است. نظر عینی پس از مطالعه کردن اثر احمد دانش «نوادر الوقایع» نسبت به ساخت پوسیدهٔ امارت بخارا تماماً دیگر گردید و نسبت به این جمعیت فرسوده در دل او یک نفرت نهانی‌ای پیدا شد. از این رو در ابتدای عصر ۲۰ عینی ایجادیاتِ ایده‌های پیش‌قدمِ معارف‌پروران «احمد دانش» و «شمس‌الدین شاهین» را دوام داده، راه ادامهٔ خود را معین نمود. «تهذیب الصبیان» را محض به خاطر تربیهٔ نورسان در روحیهٔ معاصر، سال ۱۹۰۹ برای شاگردان مکتب‌های نو، آفرید. چنین کارهای خیر به امیر معقول نبود (برای امیر قابل پذیرش نبود). از این خاطر، عینی را به زندان می‌اندازد و او را ۷۵ چوب می‌زند.
پس از ۵۲ روز که در بیمارخانه معالجه می‌کند، صدرالدین به سمرقند کوچیده می‌آید. او چه در سمرقند و چه در تاشکند در کارهای کمیتهٔ روالیوتسیان اشتراک کرده ورقه، دعوت‌نامه و بیان‌نامه‌های جنگی می‌نویسد، ترکیبات و تشکیلات می‌برد. امیر بخارا از اینکه حاکمیت شوروی به عینی پشت و پناه شده‌است با تهمت علاقه داشتن با مبارزان ضد امارت برادر خُـردِ نویسنده (سراج‌الدین) را وحشیانه در زندان می‌کشد. مرثیهٔ جان‌گداز عینی به همین مناسبت نوشته شده‌است. حرص خون‌خواری امیر با این هم قناعت نکرده برادر کلانِ او محی‌الدین را نیر قتل می‌نماید. بعد این واقعه‌ها قلم عینی تیز و برّا شد و به او میسر گردید که در مقاله‌ها و رساله‌ها و اثرهای تاریخی و بدیعِ من‌بعدش نشان دهد که با خاک و زمین یکسان شدنِ ترتیب و نظام امیر تاریخاً کنونی است. همین‌طور با غلبهٔ انقلاب اکتبر نویسنده از نو جوان شد. استعداد شاعری و پوبلیستی، نثرنویسی و عالِـمیِ عینی به درجه‌ای ترقی کرد که او از ۱۵ جلد کلیاتش ۱۴ جلد آن را در نیمهٔ دوم عمرش در چهل سالگی‌اش ایجاد نموده‌است. در ساحهٔ علم به او درجهٔ دکتر فن‌های فیلولوژی (واژه‌شناسی) بخشیده شده. با عنوان آکادمیک فخری (افتخاری) آکادمیهٔ فن‌های pcc ازبکستان تقدیر کرده شده بود. عینی آکادمیکِ آکادمیهٔ تاجیکستان تعیین گردیده بود. او نخست‌پرزیدنت آکادمیهٔ فن‌های pcc تاجیکستان می‌باشد.
صدرالدین عینی، زبان گفتار، زبان متون کهن و گویش‌های زنده مردم را چشمه زاینده توانگری و توانمندی زبان می‌دانست و به واقع، نوشته‌های خود او نیز از بسیاری جهات با ادبیات کلاسیک فارسی، پیوندی ژرف و ناگسستنی داشت.

## آثار
برخی از آثار او:
- قصیده در وصف سمرقند و بخارا (سال ۱۹۱۹)
- تاریخ انقلاب فکری در بخارا
- جلادان بخارا (Ҷаллодони Бухоро) سال ۱۹۲۰
- تاریخ امیران منغطیه
- نمونه ادبیات تاجیک
- واصفی و خلاصه «بدایع الوقایع»
- میرزا عبدالقادر بیدل
- معنای کلمه تاجیک
- لغت نیم تفسیری تاجیک
- قهرمان خلق تاجیک، تیمور ملک
- یادداشت‌ها
- آدینه (Одина) در سال ۱۹۲۴
- بخارا انقلابی‌نڭ تاریخی در سال ۱۹۲۱ و به زبان ترکی (دریافت از سایت دانشگاه توکیو)